# Ямайка на зимних Олимпийских играх 2018
Ямайка на зимних Олимпийских играх 2018 года была представлена тремя спортсменами в бобслее и скелетоне. Впервые в истории участия сборной Ямайки в зимних Олимпийских играх в состав сборной вошли женщины. На церемонии открытия Игр право нести национальный флаг было доверено бобслеистке Джазмин Фенлатор-Викториан, а на церемонии закрытия флаг несла разгоняющая Керри Расселл, становившаяся в 2013 году чемпионкой мира по лёгкой атлетике в эстафете 4×100 метров. По итогам соревнований сборная Ямайки, принимавшая участие в своих восьмых зимних Олимпийских играх, вновь осталась без медалей.

## Состав сборной
Бобслей
1. Керри Расселл
2. Джазмин Фенлатор-Викториан

 Скелетон
1. Энтони Уотсон

## Результаты соревнований

### Бобслей

#### Бобслей
Квалификация спортсменов для участия в Олимпийских играх осуществлялась на основании рейтинга IBSF (англ. IBSF Ranking) по состоянию на 14 января 2018 года. По его результатам сборная Ямайка стала обладательницей перераспределённой олимпийской лицензии в женских двойках.
Женщины
| Соревнование | Спортсмены                               | 1 заезд   | 1 заезд | 2 заезд   | 2 заезд | 3 заезд   | 3 заезд | 4 заезд   | 4 заезд | Итоговый результат | Итоговое место | Отставание |
| Соревнование | Спортсмены                               | Результат | Место   | Результат | Место   | Результат | Место   | Результат | Место   | Итоговый результат | Итоговое место | Отставание |
| ------------ | ---------------------------------------- | --------- | ------- | --------- | ------- | --------- | ------- | --------- | ------- | ------------------ | -------------- | ---------- |
| двойки       | Джазмин Фенлатор-Викториан Керри Расселл | 51,29     | 16      | 51,50     | 18      | 51,83     | 18      | 51,32     | 13      | 3:25,94            | 18             | +3,49      |

#### Скелетон
Квалификация спортсменов для участия в Олимпийских играх осуществлялась на основании рейтинга IBSF (англ. IBSF Ranking) по состоянию на 14 января 2018 года. По его результатам сборная Ямайки не смогла завоевать олимпийских лицензий, однако спустя несколько дней получила её после перераспределения квоты российской сборной.
Мужчины
| Соревнование | Спортсмены    | 1 заезд | 1 заезд | 2 заезд | 2 заезд | 3 заезд | 3 заезд | 4 заезд              | 4 заезд              | Итоговый результат | Итоговое место | Отставание |
| Соревнование | Спортсмены    | Время   | Место   | Время   | Место   | Время   | Место   | Время                | Место                | Итоговый результат | Итоговое место | Отставание |
| ------------ | ------------- | ------- | ------- | ------- | ------- | ------- | ------- | -------------------- | -------------------- | ------------------ | -------------- | ---------- |
| мужчины      | Энтони Уотсон | 53,13   | 29      | 54,04   | 29      | 53,35   | 29      | завершил выступление | завершил выступление | 2:40,52            | 29             | —          |